# Alejandro O'Reilly Casas
Alejandro O'Reilly Casas (Madrid, Espanya, 1769-1832) fou un militar espanyol. Fill del prestigiós militar d'origen irlandès al servei de la corona espanyola Alejandro O'Reilly, va fer els estudis en el col·legi de Sores. Als onze anys ingressà com a cadet en l'exèrcit i als quinze ja era capità efectiu. Prengué part en la campanya del Marroc (1790) i el 1792 passà a Cuba per a casar-se amb la rica hereva María Luisa Calvo. En retornar a Espanya va fer la guerra contra els francesos, primer a Navarra i després a Catalunya el 1794, mereixent pel seu comportament l'ascens a tinent coronel. Fet presoner, degué més tard de recobrar la llibertat, perquè el 1796 ja era coronel i es trobava a Cuba a les ordres del seu oncle, el capità general d'aquella illa Luis de las Casas. El mateix any succeí el seu oncle el comte de Buenavista, com a regidor agutzil major i el 1803 ocupà el càrrec d'alcalde ordinari, amb tant d'encert i zel, que va merèixer ser reelegit, segons consta en les actes de l'Ajuntament. Posteriorment, desenvolupà altres càrrecs i fou comandant de les milícies rurals, comandant general de la columna d'operacions i sots-inspector interí de les milícies de Cuba. General de brigada el 1808, el 1823 assolí el càrrec de comandant general del departament del Centre. Portà a terme importants millores a Trinidad (Cuba) i tractà amb èxit qüestions d'interès pel desenvolupament moral i material de l'illa, on el seu nom fou popular durant molts anys.